# Худини
Стоян Красимиров Иванов, по-известен със сценичното си име Худини (стилизиран Hoodini), e български рап изпълнител, композитор, текстописец и музикален продуцент, роден на 19 януари 1989 година в Бургас, България.

## Музикална кариера
Стоян Иванов е роден в Бургас, но прекарва детството си в Карнобат. През 2004 г., под влиянието на по-големия си брат Fang (също рап изпълнител), прави първия си професионален запис на 13 години в ъндърграунд албума За к'вото и да е на Пентс-Оф. Година по-късно вече участва със солови песни в компилацията Da Dreamteam Playoffs: Season 1 на продуцентската компания „Hood'G'Fam Entertainment“. През 2007 заедно с Фенг пише и участва в песента „Не си от тук“ на Добри Момчета, а по-късно взима участие и в „Паля дърпам пуша“ на Фенг. През същата година подписва договор с музикалната компания Худ Джи Фем Ентертейнмънт.
През 2008 г. излиза първият му студиен албум – Thriller. Сингъл от албума е „По цял ден“, която по-късно е ремиксирана от американския рапър Фристайл. Вторият албум II Причастие излиза на 27 октомври 2009 г. и в него гост изпълнители са актрисата Силвия Лулчева, DJ Fed, Сарафа, Фенг, Добри Момчета и други.
Големият пробив за рапъра идва през 2010 с хитовата му песен „Oh Baby“, която стига до #3 в музикалната класация The Voice Top 10, както и с първото за България 3D рап видео към песента „Утрешният ден“, режисирано от Константин Костадинов. Двете песни са включени в третия студиен проект Той е, издаден през 2011 г.
През 2012 г. Худини пуска сингъла „Извини ме“ с бургаския рапър F.O., като видеото към песента надхвърля милион гледания в уебсайта за видеосподеляне Ютуб. На още по-голям успех се радва песента му с Криско „Primetime“, която се превръща в един от летните хитове на 2013 г., със силно присъствие в радио ефира и достига до #1 в The Voice Top 10. Следва колаборация с F.O. и Dim4ou – „Бинго“, придружена от видео, режисирано от Bashmotion.
През март 2014 г. излиза Худинизъм – четвъртият студиен албум на Худини. Той включва песните „Primetime“, „Извини ме“ и „Бинго“, както и гост участия на Криско, F.O., Dim4ou, Били Хлапето, Lexus и други. Худинизъм получава номинация за най-успешен албум на 2014 г. на Годишните Български Хип-хоп Награди на 359hiphop.com.
През лятото на 2014 г. Рафи и Худини изкарват съвместния си сингъл „Нали така“ по музика на Фенг и Рафи. Във видеоклипа към песента участват Любо Киров, Васил Василев – Зуека и Димитър Рачков, Невена Бозукова, Николай Станоев, Поли Генова, Евгени Иванов-Пушката.
2015 година стартира с петия студиен проект „Труд и Техника“ – съвместен студиен албум на Худини заедно с бийтмейкъра Tr1ckmusic. Той включва синглите „Пералня“ и „Без Лимит“, както и гост участия на F.O., Dim4ou, Madmatic и други. Труд и Техника получава номинация и печели статуетката за най-успешен албум на 2015 г. на Годишните Български Хип-хоп Награди на 359hiphop.com.
Следва съвместния проект с едната половина от дуото „Добри Момчета“ – Криминал, с когото през месец май издават албума „Дръж се естествено“, който включва синглите „Напред-Назад“, „Мазен Чук“, „Неделя“ и „От Сутринта до вечерта“. В тавата участие взимат имена като Явката ДЛГ, IMP и други.
На 22 ноември 2019-а излиза седмият студиен албум на Худини – „Монопауза“. Продукцията включва 13 песни, сред които „Всичко ни е наред“ и „Те говорят“. Още две студийни тави следват през 2022 година, като в самото и начало е представен съвместният албум с Диаманте - "Между два свята", а през ноември излиза и самостоятелния, девети - "33", в който участие взимат имена като Бате Сашо, Djaany и други изпълнители. Синглите към "33" са "Не забравих" и "Време е да полетя", като втория става "Хит на ноември" в музикалната класация на БНТ "Ново 10+2" и е част от новогодишната "Независима Мелодия на годината" за 2023-та.

## Дискография

### Студийни албуми
- Thriller (2008)
- II Причастие (2009)
- Той е (2011)
- Худинизъм (2014)
- Труд и техника (заедно с Tr1ckmusic) (2015)
- Дръж се естествено (заедно с Криминал) (2017)
- Монопауза (2019)
- Между два свята (заедно с Diamante) (2022)
- 33 (2022)

### Микстейпи
- Градът не спи (с DJ Pheel) (2011)
- На аванта Vol. 1 (2016)
- На аванта Vol. 2 (2016)
- На аванта Vol. 3 (2018)

### Компилации
- Da Dreamteam Play-Offs – Season 1 (2006)
- Hood'G'Fam FM (2012)

### Сингли
Списък с имента на синглите, годината на издаване, лейбъла и албума, в който са включени.
| Песен/Сингъл                                                                       | Година | Лейбъл                                     | Албум              |
| ---------------------------------------------------------------------------------- | ------ | ------------------------------------------ | ------------------ |
| „По цял ден“ с участието на Fang                                                   | 2008   | Hood'G'Fam Entertainment                   | Thriller           |
| „Звезди“                                                                           | 2008   | Hood'G'Fam Entertainment                   | Thriller           |
| „1000 Вата“ (EP) с участието на Криминал                                           | 2010   | Hood'G'Fam Entertainment                   | II Причастие       |
| „Oh Baby“                                                                          | 2010   | Hood'G'Fam Entertainment                   | Той е              |
| „Утрешният ден“                                                                    | 2011   | Hood'G'Fam Entertainment                   | Той е              |
| „Извини ме“ с участието на F.O.                                                    | 2012   | Hood'G'Fam Entertainment                   | Худинизъм          |
| „This-кретен“ с участието на M.W.P.                                                | 2012   | Hood'G'Fam Entertainment                   | Худинизъм          |
| „Primetime“ с участието на Криско                                                  | 2013   | Hood'G'Fam Entertainment                   | Худинизъм          |
| „24/7“ с участието на Били Хлапето & Lexus                                         | 2013   | Hood'G'Fam Entertainment                   | Худинизъм          |
| „Бинго“ с участието на F.O. & Dim4ou                                               | 2013   | Hood'G'Fam Entertainment                   | Худинизъм          |
| „Нова булка“                                                                       | 2014   | Hood'G'Fam Entertainment                   | Худинизъм          |
| „Да“                                                                               | 2014   | Hood'G'Fam Entertainment                   |                    |
| „Пералня“ (с Tr1ckmusic) с участието на F.O. & Dim4ou                              | 2014   | Hood'G'Fam Entertainment                   | Труд и техника     |
| „Без лимит“ (с Tr1ckmusic)                                                         | 2015   | Hood'G'Fam Entertainment                   | Труд и техника     |
| „Дилема“ (с Tr1ckmusic) с участието на Fang                                        | 2015   | Hood'G'Fam Entertainment                   | Труд и техника     |
| „Нова Мода“ (с Tr1ckmusic) с участието на Madmatic                                 | 2015   | Hood'G'Fam Entertainment                   | Труд и техника     |
| „Напред-Назад“ (с Криминал) с участието на Явката ДЛГ                              | 2016   | Hood'G'Fam Entertainment                   | Дръж се естествено |
| „Мазен чук“ (с Криминал) с участието на MG & Fang                                  | 2016   | Hood'G'Fam Entertainment                   | Дръж се естествено |
| „Напред-Назад“ (с Криминал) с участието на Madmatic, 42, Fang, Dim4ou & DJ Emotion | 2016   | Hood'G'Fam Entertainment                   |                    |
| "Неделя“ (с Криминал) с участието на 45th                                          | 2016   | Hood'G'Fam Entertainment                   | Дръж се естествено |
| "5 сутринта в Бургас“ с участието на 45th & Криминал                               | 2016   | Hood'G'Fam Entertainment                   | На Аванта Vol. 2   |
| „От Сутринта До Вечерта“ (с Криминал)                                              | 2017   | Hood'G'Fam Entertainment                   | Дръж се естествено |
| „1V1“ с участието на Gravy                                                         | 2017   | Hood'G'Fam Entertainment                   | На Аванта Vol. 3   |
| „Никой Друг“ (с X)                                                                 | 2017   | Hood'G'Fam Entertainment/Pure The Movement |                    |
| „Такива Като Теб“ с участието на EXC                                               | 2018   | Hood'G'Fam Entertainment                   | На Аванта Vol. 3   |
| „TAXI“                                                                             | 2018   | Hood'G'Fam Entertainment                   | На Аванта Vol. 3   |
| #IBISA                                                                             | 2018   | Hood'G'Fam Entertainment                   | На Аванта Vol. 3   |
| „Loop4eto“ с участието на Fang                                                     | 2018   | Hood'G'Fam Entertainment                   | На Аванта Vol. 3   |
| „Всичко ни е наред“                                                                | 2019   | Hood'G'Fam Entertainment                   | Монопауза          |
| „Те говорят“ с участието на 42                                                     | 2019   | Hood'G'Fam Entertainment                   | Монопауза          |
| „Бля Бля Бля“                                                                      | 2020   | Hood'G'Fam Entertainment                   | Монопауза          |
| „Не Забравих“                                                                      | 2021   | Hood'G'Fam Entertainment                   | 33                 |
| "Време е да полетя"                                                                | 2023   | Hood'G'Fam Entertainment                   | 33                 |

### Сингли като гост изпълнител
| Песен/Сингъл | Година | Албум                                    | Лейбъл                   |
| --- | ------ | ---------------------------------------- | ------------------------ |
| „Не си от тук“ Добри Момчета с участието на Fang & Hoodini                                                                           | 2007   | Port Of Burgas                           | Hood'G'Fam Entertainment |
| „Ние сме Hood'G'Fam“ Hood'G'Fam | 2008   | Port Of Burgas                           | Hood'G'Fam Entertainment |
| „Паля, Дърпам, Пуша“ Fang с участието на Добри Момчета, Hoodini & Gravy                                                              | 2008   | Паля Дърпам Пуша EP                      | Hood'G'Fam Entertainment |
| „Mary Jane“ M.W.P. & X с участието на Hoodini & Fang                                                                                 | 2010   |                                          | 056                      |
| „Ден За Ден“ Gravy с участието на Hoodini                                                                                            | 2010   | Играта Не Е За Всеки                     | Hood'G'Fam Entertainment |
| „Rolling Stones“ Sarafa с участието на Hoodini, X, Добри Момчета & F.O.                                                              | 2012   |                                          | Rapton Records           |
| „USB“ M.W.P. с участието на Hoodini, Dim4ou & F.O.                                                                                   | 2012   |                                          |                          |
| „Drop Some“ (Official Remix) Криско с участието на Hoodini& Добри Момчета                                                            | 2013   |                                          | Krisko Beats             |
| „Ден и Нощ“ Кривия с участието на Hoodini                                                                                            | 2014   |                                          |                          |
| „Кой Те Излъга“ Tr1ckmusic с участието на Hoodini, Криминал, F.O., 42, Dim4ou & more...                                              | 2014   | The Tricktape Vol. 2                     |                          |
| „Грешни впечатления“ Mirela Maude с участието на Hoodini                                                                             | 2014   |                                          | Hood'G'Fam Entertainment |
| „Звучи добре“ Кривия с участието на Hoodini                                                                                          | 2014   |                                          |                          |
| „Нали така“ Рафи с участието на Hoodini                                                                                              | 2014   |                                          | Вирджиния Рекърдс        |
| „BFH“ Били Хлапето с участието на Hoodini & F.O.                                                                                     | 2014   | В Реда На Нещата                         | Monte Music              |
| „Брадва" Ke$ho с участието на Hoodini                                                                                                | 2015   |                                          | Kartela Records          |
| „Няма да се дам“ F.O. с участието на Hoodini & M.W.P.                                                                                | 2015   | За Хората От Другата Страна На Микрофона | MFZanimation             |
| „Touch Screen“ (Remix) Играта & DJ Ross с участието на Hoodini                                                                       | 2015   |                                          |                          |
| „Добре Подбрано“ Tr1ckmusic с участието на Hoodini, Криминал, Ума и Дума & DJ Emotion                                                | 2017   | The Tr1cktape Vol. 3                     |                          |
| „От пичи поглед“ Fang с участието на Hoodini & Panasonik                                                                             | 2017   | Среднощен Ездач                          | Hood'G'Fam Entertainment |
| „Продавинчи“ Fang с участието на Hoodini & EXC                                                                                       | 2018   | Среднощен Ездач                          | Hood'G'Fam Entertainment |
| „The Champ Is Here“ Pure Gold Productions с участието на Various Artists                                                             | 2019   |                                          | Pure Gold Productions    |
| „Тя не е такава“ (Remix) EXC с участието на Hoodini, Alex P, Каската, Андре & Гарджока                                               | 2019   |                                          | Empire Capital Music     |
| „Като преди“ 42 с участието на Hoodini                                                                                               | 2019   | Прошка за процент                        | 40&2                     |
| „Там ще остана“ Нина Вангелова с участието на Hoodini                                                                                | 2020   |                                          |                          |
| „Не, не съм!“ Митака DPG с участието на Hoodini                                                                                      | 2021   |                                          |                          |
| „Три пъти на ден“ Diamante с участието на Hoodini                                                                                    | 2021   |                                          |                          |
| „Тежък Cypher“ Hoodini, Valerqn, Darena, Xri$ Roc, Alex Mills, Some Real, Blezzeth, Rimaka, Denyo, Apollo, Crockr, Ceko, Tony2 & IMP | 2021   |                                          |                          |
| „Ще ги помните“ 42 с участието на Hoodini, Liter Jack, Giancana & Janet                                                              | 2021   |                                          | 40&2                     |

## Видеография
| Видеоклип                       | Лейбъл            | Премиера | Режисьор                                      |
| ------------------------------- | ----------------- | -------- | --------------------------------------------- |
| Oh Baby                         | HGF Entertainment | 2010     | Константин Костадинов и Христо Андонов        |
| Утрешният ден                   | HGF Entertainment | 2011     | Константин Костадинов                         |
| Извини ме                       | HGF Entertainment | 2012     | Bashmotion                                    |
| This-Кретен                     | HGF Entertainment | 2012     | Стоян Иванов (Худини)/Мартин Орешков (M.W.P.) |
| 24/7                            | HGF Entertainment | 2013     | Bashmotion                                    |
| Primetime                       | HGF Entertainment | 2013     | Bashmotion                                    |
| Бинго                           | HGF Entertainment | 2013     | Bashmotion                                    |
| Нова булка                      | HGF Entertainment | 2014     | Full House Image/Стоян Иванов (Худини)        |
| Да                              | HGF Entertainment | 2014     | D-Graphix                                     |
| Пералня                         | HGF Entertainment | 2014     | D-Graphix                                     |
| Без лимит                       | HGF Entertainment | 2015     | D-Graphix                                     |
| Дилема                          | HGF Entertainment | 2015     | Full House Image/Fang                         |
| Нова мода                       | HGF Entertainment | 2015     | D-Graphix                                     |
| Напред-Назад                    | HGF Entertainment | 2016     | D-Graphix                                     |
| Мазен чук                       | HGF Entertainment | 2016     | Full House Image                              |
| Напред-Назад (Tr1ckmusic Remix) | HGF Entertainment | 2016     | D-Graphix                                     |
| Неделя                          | HGF Entertainment | 2016     | Full House Image                              |
| 5 сутринта в Бургас             | HGF Entertainment | 2016     | Full House Image                              |
| От сутринта до вечерта          | HGF Entertainment | 2017     | Красимир Марчев                               |
| 1V1                             | HGF Entertainment | 2017     | Full House Image                              |
| Никой друг                      | HGF Entertainment | 2017     | Dideishan Corporation                         |
| Такива като теб                 | HGF Entertainment | 2018     | Full House Image                              |
| TAXI                            | HGF Entertainment | 2018     | Full House Image                              |
| #IBISA                          | HGF Entertainment | 2018     | Full House Image                              |
| Loop4eto                        | HGF Entertainment | 2018     | Dideishan Corporation                         |
| Всичко ни е наред               | HGF Entertainment | 2019     | Иван Краев                                    |
| Те говорят                      | HGF Entertainment | 2019     | Adventador                                    |
| Бля бля бля                     | HGF Entertainment | 2020     | Adventador                                    |
| Не Забравих                     | HGF Entertainment | 2021     | Adventador                                    |
| Време е да полетя               | HGF Entertainment | 2023     | Петко Иванов                                  |

## Съпорт концерти
- Kurtis Blow (Къртис Блоу) – 11 февруари 2007 г.
- Delinquent Habits (Делинкуент Хабитс) – 8 август 2008 г.
- Lil Jon (Лил Джон) – 31 март 2010 г.
- Waka Flocka Flame (Уака Флака Флейм) – 7 август 2014 г.

## Награди и номинации

### Годишни Български Хип-хоп Награди на359hiphop.com[1]
- Най-добър рапър за 2014 г. (номинация)
- Най-добра хип-хоп колаборация за 2014 година - "Кой те излъга?" (награда)
- Най-успешен албум за 2014 година - "Худинизъм" (номинация)
- Най-добър бийтмейкър за 2014 година (номинация)
- Най-успешен албум за 2015 година - "Труд и техника" (награда)